# Чепеларска река
Чепеларска река (такође Чаја и Асеница) је река у Бугарској.
Изворе код врха Рожен (1500 м надморске висине) у Родопима.
Дуга је 87 km, а првиредни значај јој дају две хидроелектране које су изграђене на њој. Укупна производња струје на њима је 2.400 kW.
Ова река тече кроз град Чепеларе, поред Бачковског манастира, низводно и кроз други највећи град у Пловдивској области, Асеновград, а улива се у реку Марицу, као њена десна притока. Највећа притока Чепеларске реке је Југовска река.